# Герб Єнакієвого

Герб Єна́кієвого — офіційний символ міста Єнакієве Донецької області. Затверджений рішенням міської ради 19 липня 1990 року.
Автори — А. І. Чутчев та ін.

## Опис
Геральдичний щит має форму прямокутника із заокругленими нижніми кутами і загостренням в основі. У щиті, скошеному справа червоним і чорним, зображена стилізована золота доменна піч.
Червоне і чорне поле герба символізують металургійну і вугільну промисловість. Золота доменна піч — символ першої на півдні Росії доменної печі Старопетровського заводу, на якій в 1862 був отриманий перший чавун на вугіллі.

## Історія створення
Єнакієве було одним з перших міст Донеччини, у якого з'явився власний герб. Його проєкт був розроблений в 1967 році. Затверджений у 1967 р. рішенням виконавчого комітету міської ради. 19.07.1990 р. герб офіційно затверджений ще раз, оскільки в 1967 р. не були дотримані усі формальності. Авторська група, у складі якої А. І. Чутчев, Р. А. Андрієнко, О. К. Панасенко, А. Д. Уткин, зробила офіційний символ міста простим, лаконічним і в той же час дуже виразним, відобразивши в ньому історію Єнакієвого, народження якого передусім пов'язане з розвитком металургійної і вугільної промисловості.